# فلسفة الجغرافيا
فلسفة الجغرافيا هي الحقل الفرعي للفلسفة الذي يتعامل مع القضايا المعرفية، والميتافيزيقية، والإكسيولوجية في الجغرافيا.

## نبذة
تأسست جمعية الفلسفة والجغرافيا في عام 1997 على يد أندرو لايت، الذي يعمل حاليًا فيلسوفًا في جامعة جورج ماسون، وجوناثان سميث الذي يعمل عالمًا للجغرافيا في جامعة تكساس إيه أند إم. قامت دار رومان وليتلفيلد للنشر بنشر ثلاثة أجزاء من إحدى الجرائد السنوية التي تخضع لمراجعة الأقران، وهي جريدة الفلسفة والجغرافيا، والتي أصبحت لاحقًا جريدة نصف سنوية تنشرها دار كارفاكس للنشر. تم دمج هذه الجريدة مع جريدة أخرى يكتبها جغرافيون، وسميت باسم الأخلاق والمكان والبيئة في عام 2005 لتصبح الأخلاق والمكان والبيئة: جريدة الفلسفة والجغرافيا وتنشرها دار روتليدج للنشر. وقام لايت وسميث بتحرير الجريدة حتى عام 2009.
تنشر الجريدة أعمال الفلاسفة والجغرافيين وغيرهم ممن يعملون في المجالات المشابهة، والمتعلقة بالتساؤلات حول الفضاء والمكان والبيئة التي يتم تفسيرها بشكل كبير. وكان للجريدة دور أساسي في توسيع نطاق مجال الأخلاقيات البيئية بحيث يشمل العمل في البيئات الحضرية.
في عام 2009 تقاعد سميث من الجريدة وحضر بنيامين هيل من جامعة كولورادو للعمل محررًا مشاركًا جديدًا. وأعاد هيل ولايت إصدار الجريدة في يناير 2011 تحت عنوان الأخلاقيات والسياسة والبيئة. وبينما تركز الجريدة حاليًا بشكل أكبر على العلاقة بين الأخلاقيات البيئية والسياسة، فإنها لا تزال ترحب بالتقارير الخاصة بأعمال الجغرافيين ذات الصلة.
جون كيرتلاند رايت (1891-1969)، وهو جغرافي أمريكي اشتهر برسم الخرائط الخاصة به ودراسة تاريخ الفكر الجغرافي، وقد صاغ المصطلح ذا الصلة جيوسوفي، للإشارة إلى دراسة المعارف الجغرافية الواسعة.